# Квака-задавака
«Квака-задавака» — мультиплікаційний короткометражний музичний фільм, відзнятий у БРСР на білоруській студії «Білорусьфільм».
Автор сценарію  — Є. Коляденко, і режисер  — В. Голиков в 1973 році створили мультиплікаційну історію про жабеня-задаваку. А з 1975 року цей, майже 10 хвилинний, музичний мультик з'явився в прокаті всього СРСР.

## Сюжет
Мультфільм про трьох жабенят, один з яких (очевидно, найстарший брат) був дуже м'язистим, напористим і самовпевненим, а двоє інших (молодші брати, ідентичні близнята) — трохи скромніше і спокійніше. Трійця прибуває на Спартакіаду, причому старший одержим ідеєю зайняти перші місця по всіх видах дисциплін. Однак йому вдається (і то не без казусів) виграти тільки стрибки у воду, а по всіх інших — йому не дістається нічого, крім насмішок глядачів. Молодші брати завойовують 1 місце з бігу. Але ніщо: ні програші, ні незручні оказії — не стирають з осіб цих сміховинних жабенят променистих посмішок. Вони завжди веселі, бадьорі і великодушні: ідеальні спортсмени.

## Головні дійові особи
- Квака-задавака — жабеня, яке вважало себе найкращим спортсменом серед звірів;
- Два жабенятка — двоє жабенят, які супроводжували Задаваку, але потім перемогли його в одному із змагання
- Вовчик і зайчик  — змагалася із Задавакою в бігу на довгу дистанцію;
- Їжачок — конюх якого упросив Задавака прибити підкови йому до ніг; суддя Лісових змагань;
- Черепашка — змагалася із Задавакою в бігу на довгу дистанцію;
- Лісові звірята — глядачі і учасники Лісових змагань-спартакіади.

## Знімальна група
| Режиссёр-постановник    | В. Голиков |
| Автор сценарію          | Є. Коляденко, А. Шавня |
| Оператор-постановник    | О. Шкляревський |
| Художник-постановник    | Олександр Чертович |
| Художник-мультиплікатор | А. Сафронов, Ф. Елдинов, І. Давидов, В. Шевченко |
| Художники               | Татьяна Житковська, М. Турок, Є. Безручко, Наталія Лось, А. Горульов, Л. Карабань, В. Фатєєва, Л. Женчак, Виктор Довнар, В. Жаховець, Т. Кострюкова |
| Композитор              | Едуард Ханок |
| Текст песен             | Самсон Поляков |
| Исполнение песен        | «Пісняри», Дитячий хор під керівництвом І. Журавленко                                                                                               |
| Звукооператор           | Б. Шангін |
| Монтаж                  | Л. Ципкіна |
| Асистент режисера       | Л. Лукашенко |
| Асистент оператора      | Л. Вісаріонова |
| Редактор                | Р. Романовська |
| Директор                | Леонарда Зубенко |

## Цікавинки
- Після виходу мультфільму в прокат, він став популярним, особливо через свою музичну складову. Пісні у виконанні гурту «Пісняри» та Дитячого хору Білорусі під керівництвом І. Журавленко набули великої популярності, їх переспівували багато молодих виконавців і дитячих ансамблів в країні (СРСР — того часу).